# Camilla Baginskaite
Camilla Baginskaite (Litouws: Kamilė Baginskaitė) (Vilnius, 24 april 1967) is een Litouws-Amerikaanse schaakster en schaakdocente. Sinds 2002 is ze grootmeester bij de vrouwen (WGM).

## Biografie
Camilla Baginskaite leerde op achtjarige leeftijd van haar vader schaken. Haar vader Tadas Baginskas was architect en hogeschool-docent. Haar moeder Gintautėlė Laimutė Baginskienė, is een bekende maakster van brandschilderingen. Toen Camilla Baginskaite tien jaar oud was kreeg ze les op een schaakschool. In 1997 emigreerde ze naar San Francisco. In Litouwen en in de Verenigde Staten studeerde ze Design en ze studeerde ze af in kunstgeschiedenis. Sinds 1997 was ze gehuwd met de Camilla Baginskaite was sinds 1997 getrouwd met de Russisch-Amerikaanse schaakgrootmeester Alex Yermolinsky. De twee hadden elkaar leren kennen bij de Schaakolympiade 1996 in Jerevan. Ze hebben een zoon en een dochter. Sinds 1997 speelde ze voor de Amerikaanse schaakfederatie. In 2019 keerde ze terug naar de Litouwse schaakorganisatie.

## Individuele schaakresultaten
- Op de leeftijd van 15 jaar werd Camilla Baginskaite in 1982 in Vilnius tweede achter Esther Epstein op het vrouwenkampioenschap van de Litouwse Sovjet-staat.
- In 1986 werd ze op het Wereldkampioenschap schaken voor junioren tot 20 jaar, gehouden in Vilnius, gedeeld derde achter Ildikó Mádl en Svetlana Proednikova.
- In 1987 werd ze in Baguio wereldkampioene bij de junioren tot 20 jaar. Ze verkreeg hierdoor ook de titel Internationaal Meester bij de vrouwen (WIM). Het in 1987 gewonnen wereldkampioenschap was het tweede internationale toernooi waaraan ze deelgenomen had, en het eerste dat buiten de Sovjet-Unie plaatsvond.
- In 1992 werd ze in Panevėžys Litouws vrouwenkampioen.
- In 2000 werd ze in Seattle samen met Elina Groberman vrouwenkampioen van de VS. In de tweekamp die de beslissing moest brengen versloeg Baginskaite Groberman met 2-0. Hiermee kwalificeerde ze zich voor het Wereldkampioenschap 2001.
- Op het in Moskou gehouden WK 2001 bereikte ze de achtste finale. Dit was het beste resultaat van een voor de VS spelende schaakster sinds in 1939 Mona Karff vijfde werd. In de door de laatste 16 speelsters geschaakte ronde verloor ze in de tie-break van Xu Yuhua.
- Ook in 2010 en in 2015 nam ze deel aan het WK voor vrouwen.
- In 2020 won ze opnieuw het vrouwenkampioenschap van Litouwen, 28 jaar nadat ze voor het eerst deed.[5]

Camilla Baginskaite is sinds november 2002 grootmeester bij de vrouwen (WGM). Per oktober 2021 was haar Elo-rating 2100. Van april tot december 2002 was haar Elo-rating 2365.

## Nationale teams
Met het Litouwse nationale vrouwenteam nam Baginskaite in 1992 deel aan het Europees schaakkampioenschap voor landenteams.
Met het Litouwse vrouwenteam nam ze deel aan de volgende Schaakolympiades: 1992, 1994 en 1996, spelend aan het eerste bord. Bij de Schaakolympiade in 2000 speelde ze aan bord 1 van het Amerikaanse vrouwenteam, in 2002 aan het tweede bord, in 2006 aan het eerste reservebord en in 2010 aan het vierde bord.

## Schaakverenigingen
In de Duitse bondscompetitie voor vrouwen speelde Camilla Baginskaite van 1992 tot 1995 voor SC 1903 Weimar. In seizoen 1997/98 was ze aangemeld bij Vimaria Weimar, maar werd niet ingezet. In de Poolse competitie won ze in 1992 in de eerste klasse met het team van KS Miedź Legnica. In Litouwen speelde ze voor VŠK Bokštas Plungė, waarmee ze in 1996 deelnam aan de European Club Cup voor vrouwen.

## Externe koppelingen
- (en)   Informatie over schaakpartijen van Camilla Baginskaite op ChessGames.com
- (en)   Informatie over schaakpartijen van Camilla Baginskaite op 365chess.com
- (en)  FIDE-ratinggegevens voor Camilla Baginskaite